# Episodi di White Collar (seconda stagione)
La seconda stagione della serie televisiva White Collar è stata trasmessa in prima visione assoluta negli Stati Uniti d'America dal canale via cavo USA Network dal 13 luglio 2010 all'8 marzo 2011; i primi nove episodi sono andati in onda fino al 7 settembre 2010, mentre i restanti sette episodi sono stati trasmessi da 18 gennaio 2011.
In Italia la stagione è stata trasmessa in prima visione da Fox, canale satellitare della piattaforma Sky, dal 14 marzo al 27 giugno 2011; in chiaro è stata invece trasmessa da Italia 1 dal 12 dicembre 2011 al 6 febbraio 2012.
| nº | Titolo originale      | Titolo italiano                | Prima TV USA     | Prima TV Italia |
| -- | --------------------- | ------------------------------ | ---------------- | --------------- |
| 1  | Withdrawal            | Attacco alle banche            | 13 luglio 2010   | 14 marzo 2011   |
| 2  | Need to Know          | Campagna elettorale            | 20 luglio 2010   | 21 marzo 2011   |
| 3  | Copycat Caffrey       | Senza titolo nº 2              | 27 luglio 2010   | 28 marzo 2011   |
| 4  | By the Book           | Una ragazza da 100.000 dollari | 3 agosto 2010    | 4 aprile 2011   |
| 5  | Unfinished Business   | Furto d'identità               | 10 agosto 2010   | 11 aprile 2011  |
| 6  | In the Red            | Estorsione                     | 17 agosto 2010   | 18 aprile 2011  |
| 7  | Prisoner's Dilemma    | Il dilemma del prigioniero     | 24 agosto 2010   | 25 aprile 2011  |
| 8  | Company Man           | Company Man                    | 31 agosto 2010   | 2 maggio 2011   |
| 9  | Point Blank           | Sulle tracce di Fowler         | 7 settembre 2010 | 9 maggio 2011   |
| 10 | Burke's Seven         | I sette di Burke               | 18 gennaio 2011  | 16 maggio 2011  |
| 11 | Forging Bonds         | Una lunga notte                | 25 gennaio 2011  | 23 maggio 2011  |
| 12 | What Happens in Burma | Un viaggio pericoloso          | 1º febbraio 2011 | 30 maggio 2011  |
| 13 | Countermeasures       | Un vecchio amico               | 8 febbraio 2011  | 6 giugno 2011   |
| 14 | Payback               | L'ultima possibilità           | 22 febbraio 2011 | 13 giugno 2011  |
| 15 | Power Play            | Scambio di ruoli               | 1º marzo 2011    | 20 giugno 2011  |
| 16 | Under the Radar       | Resa dei conti                 | 8 marzo 2011     | 27 giugno 2011  |

## Attacco alle banche
- Titolo originale: Withdrawal
- Diretto da: Tim Matheson
- Scritto da: Jeff Eastin

### Trama
Dopo la morte di Kate, Burke è sotto inchiesta. Viene interrogato e gli viene chiesto anche se Caffrey sia stato messo in condizione di fuggire. Burke riferisce di chiedere a Fowler, dato che è stato lui a coinvolgere Neal, ma Fowler è sparito e comunque Caffrey era sotto la sua supervisione. Dopo l'incontro a Peter Burke viene ritirata la sospensione con l'avvertimento che è tenuto sotto controllo.
Diane lo informa che i dati rubati dal computer di Fowler si sono autodistrutti e che ha ricavato solo la data di un incontro che dovrà avvenire tra due mesi.
Neal, finito nuovamente in carcere, cerca di affermare il coinvolgimento del governo dicendo a Peter che ha i documenti che provano il suo coinvolgimento nell'operazione Mentore, ma lui gli dice che essendo uno dei più bravi falsari del mondo, non verranno presi in considerazione. Peter gli propone di ricomporre la squadra e di collaborare ancora, mancandogli più di tre anni per la fine della sua pena. In più gli dice che se fosse disposto a continuare il suo lavoro all'FBI non dovrà indagare su chi ha ucciso Kate per non mettersi nei guai, promettendogli che lo farà lui. Neal gli dice che deve pensarci.

Due mesi dopo, Neal si introduce in una banca e, spacciandosi per un nuovo impiegato, entra nel caveau e riempie una valigetta di soldi. Passando inosservato, esce e incontra Burke e Jones che lo fermano. Dopo aver verificato il contenuto della valigia, Peter gli ridà la cavigliera (che adesso è un nuovo modello) e gli dà il benvenuto a casa.
Infatti Renee Simmons, responsabile della sicurezza di varie banche di New York, ha incaricato l'FBI di controllare la qualità dei sistemi di sicurezza, naturalmente elusi da Neal. Si scopre così che a Dallas, Chicago e Boston ci sono state rapine in banca considerate colpi perfetti dallo stesso Caffrey. Il ladro ha sempre lasciato un biglietto da visita firmato "l'Architetto". I due indagano e Neal cerca di risalire al tipo di carattere utilizzato sul biglietto, provando a riprodurre la A che gli ricorda caratteri cirillici. Peter, vedendolo disegnare, si accorge che ha dei tremori alle mani, probabilmente a causa dello shock subìto dall'aver visto la morte di Kate. Preoccupato, chiede un incontro con Mozzie che gli spiega che il ragazzo è molto scosso, ma che non si confida nemmeno con lui. Peter gli dice di tenerlo d'occhio.
Mozzie si ritrova nell'appartamento di Neal, (ritornato da June) e lo aiuta a capire il modus operandi dell'Architetto.
Dalla A della firma del ladro, Caffrey scopre che il carattere è uguale alla firma di un famoso pittore russo e quindi l'FBI stila una lista di collezionisti che possiedono le sue tele, arrivando a stringere la lista fino ad un nome solo: Edward Walker, ricco investitore. Ad una loro visita, Walker ammette di avere tre quadri del pittore russo, ma tratta i due con sufficienza dato che non hanno prove e prende anche in giro Caffrey per la sua cavigliera.
Il ragazzo, infastidito e senza ascoltare i consigli di Burke, organizza un incontro fortuito con la segretaria personale di Walker e, rubatole il palmare, chiede a Mozzie di clonare la SIM per avere accesso agli spostamenti di Walker.
Convinto che sia lui il ladro, chiede a Burke di organizzare un appostamento davanti alla banca che avevano preventivamente valutato e la SWAT si apposta, ma l'allarme viene fatto scattare da una sveglia inserita in una cassetta di sicurezza e il capo della squadra avverte Burke di non disturbare i suoi uomini per false rapine in corso.
Caffrey si ritrova a casa di Burke e l'agente è in collera con lui per la sua dritta sbagliata, dicendogli che se non risolvono il caso lui sarà licenziato e Neal tornerà in carcere. Il ragazzo in un momento di debolezza, gli dice che davanti all'hangar aveva deciso di non partire dato che la sua vita è a New York e che non voleva lasciare i suoi nuovi legami. In quel momento, Jones telefona e avverte di accendere la tv sul notiziario. In parecchie banche di New York sono scattati gli allarmi contemporaneamente, mandando in tilt la polizia. Neal intuisce che è un diversivo e si dirigono di nuovo alla filiale principale. Vi trovano i malviventi che hanno preso in ostaggio Renee Simmons per accedere ai caveau. Si introducono all'interno salvando la donna e i ladri scappano.
Rivedendo le immagini della sorveglianza, Neal si accorge che in base alla capienza delle due valigie che portano via i ladri, la cifra totale rubata alla banca non corrisponde alle dimensioni per contenerla e quindi, una parte del denaro deve essere stata nascosta all'interno. Intuendo che la Simmons è d'accordo coi malviventi, Caffrey e Burke le chiedono di visitare il caveau per trovare qualche prova. Aprono una cassetta di sicurezza registrata a nome di uno zio defunto della donna e vi trovano dentro il resto del denaro. La Simmons viene arrestata e confessa di lavorare per Walker, che viene raggiunto e arrestato anche lui.
Nelle sue indagini personali, Neal viene a sapere da Mozzie che dopo essere stato sequestrato dall'UPR, il carillon è stato preso in consegna da Peter e dato a Diana che l'ha registrato tra le prove che riguardano il caso della morte di Kate. Analizzando bene la sua destinazione però, si scopre che dopo essere uscito dalla sede di New York diretto a Washington, il carillon è stato sostituito con uno somigliante. Neal è deciso a trovare l'originale per venirne a capo. Intanto, Peter telefona a Diana per raggiungere il luogo dell'appuntamento di Fowler e la donna apre la cassaforte della sua camera per prendere la pistola. Il carillon è contenuto all'interno.
- Guest star: Tim Matheson (Edward Walker)
- Ascolti USA: telespettatori 4 290 000[1]
- Ascolti Italia: telespettatori 1 111 000 – share 6,01%[2]

## Campagna elettorale
- Titolo originale: Need to Know
- Diretto da: Sanford Bookstaver
- Scritto da: Joe Henderson

### Trama
Peter e Diana si dirigono all'appuntamento per catturare Fowler. Si presenta però un uomo misterioso che, eludendo ogni telecamera di sorveglianza, si dilegua. Le uniche immagini che riescono a ricostruire tramite diverse angolazioni non servono per capire di chi si tratta. Neal intanto, viene fatto infiltrare come risolutore dei problemi ed esperto di pubbliche relazioni nella campagna politica del senatore di New York Gary Jennings, sul quale l'FBI sta indagando per un giro di denaro sporco. A Caffrey viene data un'identità nuova, tale Benjamin Cooper e il ragazzo riesce a farsi assumere senza problemi, rintracciando un collegamento tra il senatore e una casa d'appuntamenti d'alto bordo. Diana intanto, si reca una sera a casa di Burke e i due discutono sull'immagine dell'uomo misterioso (Elizabeth è fuori città). La donna chiede a Peter se vuole che gli restituisca il carillon, ma lui dice che è meglio che solo lei sappia dove è nascosto. Durante l'incontro, Reggie Mayfield, braccio destro di Jennings, fotografa l'incontro dall'esterno e presenta al senatore le foto dell'agente che lo minaccia di arrestarlo. Neal, presente, dice di conoscere la ragazza e riferisce ai due che si tratta di una prostituta. L'indomani, Caffrey si reca nell'ufficio di Peter rimproverandolo perché la sera prima, gli aveva riferito che sarebbe andato ad un appostamento e non ad un incontro con Diana. Infatti il ragazzo intuisce che i due sanno qualcosa riguardo alla morte di Kate e al luogo dov'è nascosto il carillon, ma a quanto pare non vogliono renderlo partecipe. Mayfield organizza un incontro tra Diana e Burrow, il gestore della casa d'appuntamenti e alla donna viene chiesto un test: conquistare un uomo nella sala e portargli 10.000 dollari entro le quattro del mattino. Caffrey, vedendola in difficoltà, fa da cliente e con l'aiuto di Mozzie, Burke riesce a dare alla donna i soldi per convincere Burrow dell'avvenuto incontro. Jennings viene così arrestato perché i soldi che l'FBI ha dato a Diana, vengono fatti risalire al senatore tramite i numeri di serie, provando il suo coinvolgimento nella casa di appuntamenti.
- Guest star: David Alan Basche (Gary Jennings)
- Ascolti USA: telespettatori 3 960 000[3]
- Ascolti Italia: telespettatori 677 000 – share 6,98%[2]

## Senza titolo nº 2
- Titolo originale: Copycat Caffrey
- Diretto da: Paul Holahan
- Scritto da: Channing Powell

### Trama
Da un museo di New York viene rubato un prezioso quadro pop art e la White Collar è chiamata ad intervenire. Tramite Mozzie, Neal viene in contatto con Alex che da dopo l'esplosione dell'aereo e la morte di Kate si è resa irreperibile. La ragazza infatti ha il fiato sul collo dato che un uomo al quale sta ricettando dei krugerrand, sta cercando di venderla a chi è interessato al carillon, convinto che ce l'abbia lei. Alex avverte Neal che il quadro rubato è diretto a Dubai. In ufficio però sia Peter che Diana hanno altri riferimenti su dove sia diretta la tela. Neal scoppia a ridere perché capisce che qualcuno ha utilizzato un suo metodo per il furto, copiandolo. Infatti, il suo metodo consiste nel riprodurre una famosa tela in più copie, venderle all'estero, informare i giornali che faranno attivare l'Interpol e non far uscire dal paese l'originale, che risulterà più facile da piazzare. Recuperati i falsi, la squadra si mette sulle tracce di uno studente d'arte che ha dipinto davanti alla tela originale ed è stato ripreso dalle telecamere. Il ragazzo ammette di essere stato assunto per dipingere sette copie e riferisce a Peter chi è stato. Si tratta di una studentessa d'arte, Veronica Naylon che sta seguendo anche un corso di criminologia. Caffrey si reca ad una lezione e, durante lo svolgersi dell'ora, il professor George Oswald lo riconosce e, considerandolo una celebrità, lo invita a salire sul palco per rispondere alle domande degli studenti. Durante la lezione, Caffrey individua già chi sono i responsabili del furto. Alla fine, chiede a Oswald di poter entrare nel colpo dato che in fondo, il copyright del furto è suo e Oswald lo invita a trascorrere del tempo con i suoi ragazzi, senza ammettere nulla. Peter chiede a Neal di convincere il gruppetto ad organizzare qualcosa per poterli arrestare e Neal convince l'FBI a fermare Russel Smith (l'uomo che sta dando i krugerrand ad Alex) e sequestrargli la merce in modo da avere un'esca per i ladri. Peter non sospetta che Neal vuole proprio quella merce per aiutare la sua amica. Il colpo riesce, ma il professore e i ragazzi spariscono con le monete. Peter allora si spaccia per uno della mafia di Detroit e incontra Oswald minacciandolo di voler indietro 3 milioni di dollari per avergli rubato le monete. Il professore ingaggia Alex per ricettargli della merce e procurarsi il denaro. Durante lo scambio, l'FBI interviene arrestandolo e recuperando anche il quadro rubato, dopodiché vengono arrestati anche i suoi complici.
Alex, fuori pericolo, viene invitata ad allontanarsi dal paese e la ragazza per ringraziare Neal gli restituisce il pezzo del carillon che aveva tenuto fin dalla prima volta che i due avevano provato a rubarlo: un cherubino d'oro.
Diana e Peter, osservando successivamente il carillon, scoprono che ne manca un pezzo che probabilmente serve ad aprire uno scomparto segreto della scatola musicale.
- Guest star: Aidan Quinn (Professor George Oswald)
- Ascolti USA: telespettatori 3 720 000[4]
- Ascolti Italia: telespettatori 1 288 000 – share 8,02%[5]

## Una ragazza da 100.000 dollari
- Titolo originale: By the Book
- Diretto da: Michael Smith
- Scritto da: Alexandra McNally

### Trama
Mozzie si trova in una tavola calda e scambia pareri su libri gialli con la cameriera Gina della quale è invaghito. Qualche minuto dopo, due tizi chiedono alla donna di seguirli e lui sospetta che lo faccia contro la sua volontà.
Spaventato, si reca all'FBI camuffato e incontra Neal nell'ascensore del bureau avvertendolo su quanto ha visto e chiedendo il suo aiuto. I due vanno a casa della donna e dopo essere entrati, scoprono che l'appartamento è sottosopra e che la donna è stata rapita. Gina però ha lasciato una traccia su dove può trovarsi: si tratta di un locale per fumatori di sigari. Neal si introduce nella sala e, senza essere visto, ascolta una conversazione del proprietario sul furto di una valigia contenente 100.000 dollari rubati da un certo Tommy. L'uomo che parla è Cristofer Navarro, violento signore della droga colombiano. Neal viene visto e sta per essere ucciso, ma Peter interviene facendo finta di aver seguito un uomo che si è introdotto nel locale.
Caffrey chiede a Peter di aiutarlo e l'agente comincia ad indagare su questo furto. Peter però si chiede come mai Navarro sia così adirato per la sparizione di una cifra non proprio considerevole e risale al fatto che essendo soldi fatti illegalmente, i numeri di serie potrebbero portare a lui e farlo arrestare. La pista per poter finalmente mettere il trafficante dietro le sbarre viene subito seguita. Riescono così a rintracciare il ragazzo di Gina, Tommy, autore del furto che si era reso irreperibile usando un nome falso. All'uomo era stato chiesto un incontro da Navarro per la restituzione del denaro e la liberazione di Gina, ma lui, vigliaccamente, ha tentato di lasciare la città. L'FBI lo costringe ad avere l'incontro e lui rifiuta di nuovo, spaventato. Mentre discutono su come agire, Mozzie sfugge dalla vista degli agenti e si presenta all'appuntamento. Dice a Navarro che sono circondati e lo costringe ad avere un incontro a porte chiuse alle sue condizioni.
Mentre l'incontro viene ripreso, dice al malvivente una frase che Neal, ascoltandolo dalla radio dell'FBI, attribuisce ad un libro che entrambi conoscono. Si tratta di uno dei loro giochi che riguarda il miglior modo per effettuare un ipotetico scambio perfetto e, tramite questa complicità, l'FBI riesce a rintracciare la banda e a liberare sia Mozzie che Gina, oltre ad arrestare Navarro.
- Ascolti USA: telespettatori 4 100 000[6]
- Ascolti Italia: telespettatori 818 000 – share 9,03%[5]

## Furto d'identità
- Titolo originale: Unfinished Business
- Diretto da: Tricia Brock
- Scritto da: Jeff Eastin

### Trama
Burke e Caffrey sono stati chiamati per ritrovare alcuni titoli al portatore giapponesi rubati. Si scopre che il richiedente del ritrovamento è Sara Ellis, responsabile del recupero di beni rubati per una grande assicurazione. La Ellis è una vecchia conoscenza di Neal dato che ha testimoniato contro di lui al processo e che aspetta ancora la restituzione di un quadro di Raffaello che si sospetti sia ancora nelle mani di Caffrey. Tra i due non corre buon sangue, ma sono costretti a collaborare.
Mozzie e Neal si recano all'hangar dove sono stati disposti sotto sequestro i pezzi dell'aereo esploso nel quale è morta Kate e, spacciandosi per due periti assicurativi, chiedono alla guardia come recuperare la registrazione della scatola nera. L'uomo dice che gliene farà una copia e gli chiede il suo nome per inviarglieli, ma Neal gli dà il bigliettino da visita della Ellis dicendogli di spedire il materiale alla sua assistente.
Intanto, si scopre che Edward Halbridge, ricco uomo d'affari è coinvolto nelle indagini e ha assunto un killer per uccidere Sara. Peter si chiede come mai l'uomo voglia eliminare la donna, dato che anche dopo la sua morte qualcun altro verrà ingaggiato per recuperare i titoli. Tramite indagine, si scopre che Haldbridge vuole uccidere la Ellis perché lei è informata sull'acquisto che l'uomo ha fatto di una palazzina a New York. Neal prende il posto del killer incaricato dell'eliminazione della donna e viene accompagnato a casa sua per ucciderla. Una volta entrato, Sara lo aspetta con una pistola carica e si stupisce di come Caffrey abbia deciso di eliminarla con la violenza, dato che sa che non ne fa uso. Fortunatamente, Peter l'avverte che Neal è sotto copertura e non un vero killer. L'FBI, d'accordo con lei, la fa risultare morta per dare così spazio a Halbridge di muoversi serenamente. Sara intanto viene invitata a restare nascosta al bureau. Per collegare Halbridge alla palazzina di cui è in possesso, Neal si reca da lui ancora sotto copertura e lo minaccia con una pistola di volere una fetta di qualunque cosa sia collegata con l'immobile per fargli ammettere di essere coinvolto. Peter interviene a bloccare gli scavi che l'uomo aveva cominciato a fare e scopre che il tesoro è una bara contenente un corpo morto da molti anni. Tramite l'esame del DNA si scopre che il corpo è di Edward Halbridge e che l'uomo che dice di essere Halbridge è un certo Steve Price che si è impossessato della sua identità. Arrestato, gli vengono anche trovati addosso i titoli che cercavano.
A fine indagine, Neal accompagna a casa Sara con la speranza di accedere alla sua posta ed impossessarsi così del nastro della scatola nera, ma il vero killer li raggiunge per finire il lavoro per il quale era stato pagato. L'FBI interviene e salva entrambi, ma nel trambusto Caffrey non riesce a prendere il pacco.
- Guest star: Hilarie Burton (Sara Ellis)
- Ascolti USA: telespettatori 4 000 000[7]
- Ascolti Italia: telespettatori 1 302 000 – share 6,85%[8]

## Estorsione
- Titolo originale: In the Red
- Diretto da: David Straiton
- Scritto da: Matthew Negrete

### Trama
Neal, sotto copertura, viene ingaggiato per comprare dei gioielli da una donna e lo scambio avviene in mezzo alla strada mentre la donna è in auto. Con Peter si mettono d'accordo su una parola d'ordine per dare all'FBI l'input per intervenire, ma quando gli agenti circondano armati l'auto, Neal tira fuori un giocattolo trovato sul sedile intimando di abbassare le armi. Si scopre che la donna ha rubato i gioielli nel negozio dove lavora perché ha bisogno di soldi. Infatti, il bambino che è con lei è stato adottato e l'avvocato che si è occupato della pratica l'ha avvertita che la donna che lo ha partorito vuole del denaro in cambio del piccolo. Comincia così l'indagine che porta la White Collar ad indagare su Donovan, avvocato esperto in adozioni e si scopre che l'uomo ha il vizio del gioco d'azzardo e deve molti soldi ad un malvivente ceceno.
Intanto Mozzie, si fa trovare a casa di Neal con il pacco della registrazione dicendo all'amico che l'ha rubato a casa di Sara. Neal, sconvolto da ciò che potrebbe esserci registrato, decide di non ascoltare il nastro e lo nasconde. La Ellis si procura un mandato e lo trova e mentre Caffrey sta per essere arrestato per furto, Peter convince la donna a non sporgere denuncia dato che Caffrey deve partecipare ad una partita importante.
Caffrey si spaccia per un giocatore e partecipa ad una partita di Texas Hold'em sbancando il banco e riducendo sul lastrico Donovan. L'esca funziona perché l'avvocato comincia a chiedere altri pagamenti anche a Diana e Jones che si erano spacciati per genitori in attesa di un affidamento.
Gli uomini di Abramov, il capo della banda, raggiunge Diana mentre sta portando i soldi a Donovan, ma l'FBI interviene dicendogli che tramite lui vogliono arrestare l'avvocato. Abramov collabora e insieme alla squadra riescono ad incastrare l'uomo e ad arrestarlo.
Alla fine delle indagini, Sara si reca da Neal e gli dà di sua spontanea volontà il nastro della scatola nera. La sera, Neal lo ascolta con Mozzie. Si tratta di una telefonata che Kate ha fatto qualche secondo prima che l'aereo esplodesse in cui riferisce a qualcuno che Burke è arrivato all'hangar, chiedendo se i piani sono cambiati. Dopodiché si sente il rumore dell'esplosione. Mozzie promette a Neal di risalire al numero di telefono che la ragazza ha chiamato.
- Guest star: John Larroquette (Donovan)
- Ascolti USA: telespettatori 4 480 000[9]
- Ascolti Italia: telespettatori 1 050 000 – share 9,48%[8]

## Il dilemma del prigioniero
- Titolo originale: Prisoner's Dilemma
- Diretto da: Vincent Misiano
- Scritto da: Mark Goffman

### Trama
Negli uffici della White Collar arriva una squadra di U.S. Marshals capitanata da John Deckard. L'agente riferisce che sono sulle tracce di Jack Franklin, ex agente del bureau ed ex collega di Burke, in fuga per essere sospettato di aver ucciso un testimone chiave in un caso contro un famoso avvocato: Stanley Volker. Deckart costringe l'unità a collaborare per arrestare l'uomo.
Peter e Neal si recano da Rebecca Vidal, ex fidanzata di Franklin che lavora in un autosalone di lusso e con la scusa di acquistare una Ferrari, Peter si allontana con la donna per chiedere dove si trova Franklin. Intanto, Neal resta all'autosalone e carpisce delle informazioni dal computer della donna (oltre a vendere anche una Lamborghini Gallardo a un cliente).
Rebecca riferisce a Peter che non sa dove sia l'uomo, ma che è innocente e che ha solo bisogno di essere ascoltato da qualcuno di cui fidarsi. Peter le dice che con lui può parlare liberamente. Una volta a casa, viene raggiunto da Franklin che gli dice che è stato incastrato e che lui non c'entra niente con l'omicidio di cui è stato accusato, ma Deckart non la pensa così e continua a dargli la caccia. Peter decide di portarlo in un luogo sicuro e Mozzie li aiuta a sparire entrambi.
Burke e Franklin si dirigono nell'ufficio di Volker e trovano Deckart che sta distruggendo dei documenti. Quando si accorge di loro gli spara e i due fuggono.
Neal, avvertito da Peter che per un po' sarà costretto a fuggire, riferisce al capo del dipartimento Bancroft che Franklin si trova con Burke e che si sospetta che sia proprio Deckard ad essere poco pulito. L'uomo ascolta le sue parole e sta al gioco dei due.
Deckar torna alla White Collar e riferisce alla squadra di Burke che adesso anche lui è sotto sorveglianza, costringendo Caffrey e Jones a controllare il suo appartamento. Nel furgone prende anche in giro Neal e la sua cavigliera dicendogli che è proprio il suo ufficio a monitorarla. Inoltre gli mostra ironico un mazzo di chiavette USB che porta alla cintura dicendogli che una di quelle apre il suo dispositivo. Il gruppo si dirige all'autosalone dopo essere stati informati da Bancroft che sta succedendo qualcosa. Nell'uscire dall'auto, Neal si scontra con Deckart rubandogli il mazzo di chiavi dalla cintura.
Diana intanto rintraccia Volker e, portandolo all'autosalone, davanti a delle vetrate gli fa vedere delle foto in cui una delle sue Lamborghini, che era stata rubata, è stata ritrovata distrutta. Burke telefona a Caffrey e gli propone di stare al gioco, dato che, d'accordo con Diana e Bancroft, stanno organizzando un dilemma del prigioniero. Dall'esterno infatti, Deckart, Caffrey e Jones vedono tutto. Volker firma dei documenti per l'auto, ma Deckart pensa che stia firmando una confessione del suo coinvolgimento e viene allo scoperto minacciando Caffrey con una pistola. Jones lo disarma e l'uomo viene arrestato. Mentre gli mettono le manette, Neal si avvicina e rimette alla sua cintura il mazzo di chiavi, tenendosi quella che apre la sua cavigliera.
Franklin e Burke tornano al bureau e le accuse vengono fatte cadere.
Mozzie intanto, risale al numero chiamato da Kate e riferisce a Caffrey che anche se appartiene ad un cellulare usa e getta, è riuscito a risalire al proprietario: Garrett Fowler.
- Ascolti USA: telespettatori 4 600 000[10]
- Ascolti Italia: telespettatori 1 473 000 – share 7,73%[11]

## Company Man
- Titolo originale: Company Man
- Diretto da: Rosemary Rodriguez
- Scritto da: Jim Campolongo

### Trama
Uno specialista in tecnologia avanzata di una grande società di software viene trovato morto. Si sospetta che il fondatore della Novice, Wesley Kent, sia il responsabile dato che l'uomo ucciso stava per mettere sul mercato un microchip sofisticato che risulta sparito.
Per indagare, stavolta è Peter ad infiltrarsi spacciandosi per il ragioniere incaricato della verifica annuale fiscale. Kent collabora senza problemi e gli lascia il suo ufficio fino a quando ne avrà bisogno. Inoltre lo sistema in una lussuosa suite d'albergo sperando di ottenere la sua simpatia e quindi un buon trattamento.
Neal chiede a Diana e Mozzie di unire le loro forze per rintracciare Fowler. Infatti ognuno di loro ha delle informazioni diverse e incrociando i dati potrebbero capire dove sia. I due collaborano forzati, dato che non si sopportano e nell'appartamento di Neal cominciano a scambiarsi dati. Diana ha il file che indica che Fowler si è licenziato dal bureau cinque settimane prima. Mentre i due parlano, June entra e chiede alla donna di aiutarla a compilare dei documenti sulla sistemazione definitiva di Caffrey a casa sua. Mozzie ne approfitta per sbirciare nella ventiquattr'ore di Diana e vi trova degli spartiti di Mozart. Incontrando Neal, gli riferisce che la melodia e l'anno della composizione (1775) risalgono al periodo in cui è stato costruito il carillon e che l'unico modo per sapere che la melodia è proprio quella è l'averla ascoltata. Neal non crede che il carillon sia in mano di Diana, sostenendo che se fosse così Peter l'avrebbe avvertito. Neal chiede all'agente Burke se si fida di Diana e lui gli risponde che si fida ciecamente.
Peter approfitta della gentilezza di Kent e gli chiede di assumere un suo amico, certo che lo soddisferà per tenerselo buono. Entra così in gioco Neal, incaricato di fare controlli sugli altri impiegati. Durante la sua permanenza, indaga su una delle impiegate, Jessica Breslin che aveva una relazione con l'uomo ucciso e si scopre che lei si è fatta assumere proprio perché sospetta di Kent e vuole vendicarsi. Infatti il suo uomo è stato avvelenato in un modo atroce e vuole far provare anche al suo assassino la stessa pena. Neal utilizza una penna registratore su cui è stata incisa la voce di Kent e la parola d'ordine per introdursi nel suo ufficio, dove trova dei documenti che lo collegano al chip scomparso.
Jessica viene informata che Peter e Neal sono dell'FBI e invitata a collaborare con loro. Peter giunge ad una svolta delle indagini, proprio quando la sua revisione è giunta al termine e festeggia con Kent nel suo ufficio con un bicchiere di Armagnac.
Neal, in presenza di Jessica, riceve una telefonata da Mozzie. Lo avverte che facendo ulteriori controlli, è sicuro che il carillon sia in mano dell'agente Burke. Mentre è al telefono con Mozzie, si accorge che la donna ha la penna registratore nella borsa e intuisce che anche lei si è introdotta nell'ufficio di Kent. Caffrey raggiunge l'edificio e arriva appena in tempo per salvare Peter e Kent che sono sotto l'effetto del veleno che la donna ha messo nel vino.
Peter, ristabilitosi e tornato nel suo ufficio, riferisce a Neal che la vendetta e la giustizia sono due cose ben diverse e che bisogna fare le scelte giuste, riferendosi a Jessica. Neal allora lo spiazza chiedendogli se è stato giusto non dirgli che il carillon è in mano sua e Peter si rende conto che il ragazzo è scosso per la sua bugia. Promettendogli di tenerlo informato su tutto, si reca nel suo appartamento con il carillon, ma avverte Neal che purtroppo ne manca un pezzo. Caffrey tira fuori dalla tasca il cherubino d'oro che gli aveva lasciato Alex.
- Guest star: Griffin Dunne (Wesley Kent)
- Ascolti USA: telespettatori 4 440 000[12]
- Ascolti Italia: telespettatori 819 000 – share 7,87%[11]

## Sulle tracce di Fowler
- Titolo originale: Point Blank
- Diretto da: Kevin Bray
- Scritto da: Jeff Eastin

### Trama
Peter, Neal e Mozzie si ritrovano a casa di Caffrey per scoprire finalmente cosa contiene il carillon. Mettendo il cherubino nella sua sede si scopre che è una chiave che apre uno scomparto segreto. Ne ricavano un'altra lastra che, messa al posto dell'originale, fa suonare un'altra melodia. Mozzie intuisce che quel suono è un codice che potrebbe trattare delle coordinate o qualunque altra cosa e si mette al lavoro per decriptarlo. Intanto Neal si rende conto che Alex aveva trattenuto il carillon per qualche giorno, quando l'hanno rubato al consolato e si chiede se lei avesse già provato a decodificare il codice. Mozzie gli ricorda che Alex si trova in Italia, ma Caffrey riferisce di sapere che non è così dato che alcuni manufatti antichi d'argento che lei aveva rubato anni prima, cominciano ad apparire misteriosamente sul mercato. Per trovarla però ha bisogno dell'aiuto dell'FBI. Con Mozzie crea un file fittizio sui pezzi rubati e lo mette in cima alla cartella dei casi da risolvere sulla scrivania di Peter. Mentre la squadra tiene d'occhio un appartamento dove si trovano pezzi che Alex è intenzionata a rubare, Caffrey la raggiunge mentre la ragazza è in appostamento. Le chiede se ha capito il codice del carillon e lei nega, dicendogli che se l'avesse codificato non sarebbe costretta a fare la ladra. Dopodiché gli dice anche che chi cerca il carillon è ancora sulle sue tracce. Neal allora le chiede di rubare per lui il carillon dall'appartamento di Diana. In questo modo potrà restituirlo al museo russo depistando l'uomo che lo vuole a tutti i costi.
Alex commette il furto e Peter se la prende con Neal, sospettando che sia lui il mandante. Neal nega tutto.
Diana e Peter scoprono intanto che Fowler ha acquistato dell'esplosivo sotto falso nome qualche giorno prima dell'esplosione dell'aereo e Peter decide di riferirlo a Neal, avendogli promesso di non dirgli più bugie sull'indagine.
Mozzie e Caffrey portano poi la registrazione del motivo del carillon a Akihiro Tanaka, esperto di codici che gestisce un negozietto di antiquariato e mentre l'uomo è sul retro con Mozzie, Neal ruba una pistola dal negozio.
Il carillon viene messo in mostra al museo russo che l'ha ricevuto come pacco anonimo e l'FBI si apposta all'esterno per poter catturare Fowler. L'uomo infatti si introduce all'evento. Neal sgancia la sua cavigliera con la chiave rubata allo sceriffo Deckard e raggiunge Fowler al museo. Anche Peter entra e Fowler, vedendolo, si rifugia in una stanza al piano superiore sbarrandosi dentro. Mozzie avverte Peter che Neal è in cerca dell'uomo ed è armato. Quando Caffrey vede dal cortile Fowler al piano superiore del museo, lo raggiunge. Sconvolto, gli dice che lo ucciderà per vendicare la morte di Kate. Da fuori, Peter sente degli spari e butta giù la porta. Neal ha solo spaventato Fowler e gli sta puntando la pistola alla testa, ma Peter lo convince a desistere e lui abbassa l'arma. Tornati all'FBI, Fowler racconta che non è lui il mandante dell'operazione Mentore e di non sapere chi sia, ma dice a Neal che l'idea di far esplodere l'aereo era proprio di Kate. Il piano era farlo esplodere una volta in quota, mentre loro avrebbero dovuto paracadutarsi per poter finalmente vivere liberi da tutti. Ma qualcuno ha fatto sì che l'esplosione avvenisse prima, uccidendola e uccidendo anche lui nel caso fosse salito a bordo. Neal gli chiede come mai Kate ha telefonato proprio a lui prima di morire, ma Fowler riferisce di non aver ricevuto alcuna telefonata.
Si scopre così che Fowler è stato costretto ad agire in quel modo, perché ha ucciso il responsabile della morte di sua moglie e qualcuno ha la registrazione del suo assassinio. Intanto, Peter gli chiede di collaborare e gli fa vedere l'immagine dell'uomo misterioso che doveva incontrarlo, ma del quale hanno solo una parziale immagine. Fowler riconosce l'uomo: si tratta di Julian Larssen un agente delle forze speciali con il quale era stato addestrato parecchi anni prima.
Intanto, Akihiro Tanaka viene trovato morto nel suo negozio e Peter, intervenuto sul luogo, trova un registratore con il codice del carillon che gira e un block notes con una scala musicale sotto la quale l'uomo aveva segnato Eureka! Convinto che sia stato ucciso per aver decifrato il codice, chiede all'FBI di avere i testi non appena possibile per esaminarli. Dalle telecamere di sorveglianza, il fotogramma di Neal è stato lasciato visibile e Peter si precipita da lui perché sospetta che sia sulla lista dell'assassino. Butta giù la porta e vi trova Caffrey con Alex, ma la ragazza era passata solo per lasciargli il suo nuovo recapito. Peter dice a Neal che temeva per la sua vita dato che Tanaka è morto e lui gli riferisce che il giorno che gli ha portato il codice da codificare, non era solo.
Su una panchina fuori da Central Park, Mozzie sta bevendo un tè. Davanti a lui passa Larssen che gli spara con una pistola a silenziatore e lo lascia accasciato, come se stesse solo riposando.
- Guest star: Paul Blackthorne (Julian Larssen)
- Ascolti USA: telespettatori 4 720 000[13]
- Ascolti Italia: telespettatori 1 327 000 – share 7,25%[14]

## I sette di Burke
- Titolo originale: Burke's Seven
- Diretto da: Michael Smith
- Scritto da: Jeff Eastin e Joe Henderson

### Trama
Mozzie viene ricoverato in ospedale e messo in coma farmacologico, dato che il proiettile ha mancato il cuore di pochi millimetri. Neal rimane sempre al suo fianco e Peter lo convince ad aiutarlo a catturare Julian Larssen. Negli uffici dell'FBI, i due inizialmente pensano di bruciare ogni suo alias per non permettergli di lasciare il paese, ma poi Peter ha l'intuizione di costringere il malvivente a procurarsene uno che decideranno loro. Neal allora contatta ogni collega falsario di New York e li convince a collaborare con loro. Mozzie intanto si risveglia dal coma e confessa a Neal che si sente un Giuda per aver detto a Peter che lui era intenzionato ad uccidere Fowler. Neal, invece, lo ringrazia perché se avesse proseguito quel giorno al museo, senza l'aiuto di Peter avrebbe ucciso un uomo innocente. Larssen contatta Neal perché tutti i suoi alias sono stati scoperti e gli dice che se lo aiuta ad avere documenti nuovi, lo metterà a conoscenza del vero uomo che manovra i fili dell'operazione e che è il vero responsabile della morte di Kate. Larssen si recherà da un falsario propostogli da lui per i nuovi documenti. Prima che lasci il paese però, L'FBI fa irruzione a casa sua dove trovano una pistola. Viene arrestato e Peter lo interroga per fargli confessare di aver sparato a Mozzie. L'uomo è stranamente sereno e poco dopo, Hughes avverte Peter che nel carrello della pistola è stata trovata una sua impronta. Gli viene quindi chiesto di consegnare il distintivo e la pistola e inoltre, ogni suo caso precedente a quello viene messo sotto inchiesta. Larssen è libero di andarsene. Fuori dall'FBI Peter non può più contare sul Bureau per le attrezzature che gli servono e quindi contatta Sara Ellis per chiederle aiuto. Infatti, l'agente scopre che Larssen utilizza lo yacht di un principe per far uscire illegalmente della merce dal paese. Con l'aiuto di Sara e delle sue attrezzature sofisticate, Peter organizza una squadra composta da lui, Neal, Mozzie, Sara, Diana e Jones e successivamente, anche sua moglie Elizabeth. Dalle telecamere di sorveglianza dell'FBI, Diana e Jones scoprono che Larssen è entrato indisturbato negli uffici federali indossando un Borsalino e ingannando gli agenti di sorveglianza che lo scambiano per Neal. L'uomo ruba una tazza di caffè dall'ufficio di Peter procurandosi le sue impronte digitali che incide su dei polpastrelli di lattice. Larssen organizza poi un incontro con il suo ricettatore (obbligato da Peter e Neal a contattarlo) per un incontro in cui verrà poi arrestato dall'FBI, colto in flagrante con le impronte di Peter sulle dita. Intanto, Mozzie riesce a decifrare il codice del carillon. Si tratta di un'equazione che costruisce un frattale. Con delle cannucce pieghevoli, lo realizza e Neal quando lo vede capisce che l'uomo che ha organizzato tutto è un suo vecchio conoscente di nome Vincent Adler.
- Guest star: Paul Blackthorne (Julian Larssen), Hilarie Burton (Sara Ellis)
- Ascolti USA: telespettatori 3 810 000[15]
- Ascolti Italia: telespettatori 957 000 – share 8,85%[14]

## Una lunga notte
- Titolo originale: Forging Bonds
- Diretto da: John T. Kretchmer
- Scritto da: Jeff Eastin e Alexandra McNally

### Trama
Neal si trova di sera nel suo appartamento quando viene raggiunto da Peter. Con lui, porta delle fotografie che ritraggono Vincent Adler e Neal insieme, e degli articoli di giornale in cui si dice che il milionario è fuggito con tutti i suoi soldi lasciando sul lastrico migliaia di persone. Peter è intenzionato a capire di più di lui e chiede a Neal di raccontargli la sua storia e di come fa a conoscerlo. In cambio, gli promette di dargli totale immunità su tutto ciò che sta per rivelargli. Neal accetta e i due cominciano a parlare. Si scopre così che otto anni prima, Neal era appena arrivato a New York quando per strada si è imbattuto in una coppia di imbroglioni che facevano il gioco delle tre carte. Uno di questi è Mozzie. Neal decide di partecipare e il mazziere lo prende in giro dicendogli che punta troppo poco. Lui allora, punta cinquecento dollari e, sorprendentemente, vince. Poi sparisce tra la folla. Mozzie lo fa seguire da un ragazzino. Poco dopo si presenta nel suo appartamento dicendogli che non importa se lo ha imbrogliato, perché pur essendo un esperto nemmeno lui se ne era accorto. Gli fa quindi i suoi complimenti per l'abilità e gli chiede se vorrebbe mettersi in società con lui. Poi prende un'obbligazione dal tavolo e si rende conto che il ragazzo ha davvero del talento come falsario. Contemporaneamente, un agente dell'FBI di nome Peter Burke, della sezione White Collar Crime Unit viene incaricato di trovare l'autore di alcune obbligazioni che risultano essere le migliori su piazza. Mozzie intanto, istruisce Neal sul piano che ha in mente per lui. Dovrà infatti farsi assumere dal magnate della finanza Vincent Adler e divenire il suo braccio destro per potersi far dare le coordinate bancarie e la password di un trasferimento monetario che avverrà nel giro dei prossimi sei mesi. Infatti, chiede il suo aiuto perché solo un ragazzo con il suo aspetto può infiltrarsi senza destare sospetti. Neal accetta e dopo aver studiato l'obiettivo, riesce a farsi assumere sotto il nome di Nick Halden. Conosce così Kate Moreau che lavora come assistente personale di Adler.
Il suo nuovo capo gli fa conoscere una delle sue passioni: i frattali che lui considera bizzarrie matematiche. Intanto, Neal lo avverte che una ragazza di nome Alex Hunter ha chiesto un incontro con lui per poter entrare a far parte del suo staff e occuparsi delle antichità che possiede. Adler accetta l'incontro e la smaschera, dato che ha intuito che la donna lo ha contattato solamente per mettere le sue mani su qualcosa che gli appartiene. Alex esce dall'ufficio infuriata e affronta Neal, dicendogli di aver capito che anche lui è un truffatore. Poi gli dice che ha contattato Adler solo per mettere le mani su un carillon che risulta in suo possesso e chiede il suo aiuto per impossessarsene. Neal riesce a farsi dare la password del conto per la truffa organizzata con Mozzie, però non gli dice che ora ce l'ha, dato che Kate ha ceduto alla sua corte e non vuole rovinare tutto imbrogliando Adler. Prima che lui si decida a dare la password a Mozzie, Adler lo anticipa scappando con tutto il capitale e lasciando sul lastrico sia lui che Kate (che avevano investito i loro stipendi nella società), oltre ad altre migliaia di azionisti. Neal poi scopre che la password che gli aveva dato era un anagramma che recitava "bel tentativo, Neal". I due ragazzi ormai senza soldi, devono cominciare a cavarsela da soli e Neal svela a Kate il suo vero nome, insegnandole anche alcuni trucchi del mestiere per racimolare qualcosa. Così, iniziano a fare piccole e medie truffe insieme a Mozzie. Neal intanto viene avvertito da Alex che il carrillon si trova a Copenaghen e lui, chiede a Kate di fare una vacanza in Danimarca. Lei si infuria e lo lascia perché non gli ha rivelato il vero motivo del viaggio e sparisce dalla sua vita.
Intanto Peter, sotto consiglio di una nuova agente appena assunta, Diana Berrigan, decide di seguire Kate per acciuffare Neal. Mozzie rivela a Neal dopo alcuni mesi il posto in cui Kate si nasconde, avvertendolo però che l'informazione puzza di trappola dell'FBI. A Neal però non importa e la raggiunge. I due si incontrano, però ad attenderli c'è l'agente Burke che lo arresta. 
Alla fine del racconto, Neal spiega a Peter che il frattale che hanno trovato nel codice del carillon, disegna un particolare schema che risulta essere un'antenna la cui frequenza può far trovare un qualsiasi mezzo di trasporto (aereo, nave) che risale agli anni quaranta. Bisognerà solo costruirla e farla funzionare, per trovare finalmente ciò che indica.
- Guest star: Andrew McCarthy (Vincent Adler)
- Ascolti USA: telespettatori 3 900 000[16]
- Ascolti Italia: telespettatori 1 388 000 – share 7,49%[17]

## Un viaggio pericoloso
- Titolo originale: What Happens in Burma
- Diretto da: John T. Kretchmer
- Scritto da: Jeff Eastin e Hy Conrad

### Trama
Adam Wilson, diplomatico dell'ONU, chiede aiuto alla White Collar per far estradare un ragazzo dalla Birmania. Il giovane (che si scopre essere suo figlio), è stato arrestato e tenuto prigioniero per il furto di un rubino di grandissimo valore. Neal utilizza uno dei suoi alias per intercettare il probabile compratore. Una volta trovato, con l'aiuto di Mozzie e dell'FBI, costruisce un rubino artificiale per poter attirare il venditore (e reale ladro della pietra) in una sfilata di pietre preziose. Una volta intercettato l'uomo, Peter lo porta all'ambasciata birmana per poterlo scambiare con il ragazzo tenuto prigioniero ingiustamente. L'ambasciatore però, comunica all'agente che ormai il sospettato è su territorio birmano e che lo prenderà in consegna il suo governo, senza restituire il figlio del diplomatico. Diana riesce ad avere da una sua amica che lavora per Amnesty International un filmato completo, in cui il giovane rapito lascia un messaggio al suo governo con alle spalle i suoi carcerieri. Durante il video, il giovane tocca delle lettere sulla maglietta che indossa, segnalando la parola "Rocker": il soprannome della sua ragazza. Peter la rintraccia e lei comunica che qualcuno è entrato in casa sua e ha rubato un hard disk esterno che contiene un filmato che può scagionare il ragazzo. Delle telecamere esterne al palazzo della ragazza, confermano che nel momento del furto in strada vi erano auto diplomatiche. Adam Wilson, a questo punto delle indagini, chiede aiuto a Neal in privato, chiedendogli di usare la sua abilità per rubare l'hard disc dall'ambasciata. Peter intuisce che Neal sta agendo per conto suo e, invece di ostacolarlo, lo aiuta. Con uno stratagemma, Neal riesce a recuperare l'hard disc e a scagionare il ragazzo che torna finalmente a casa da suo padre.
- Guest star: Cotter Smith (Adam Wilson), Reggie Lee (Ambasciatore Kyi)
- Ascolti USA: telespettatori 3 460 000[18]
- Ascolti Italia: telespettatori 814 000 – share 7,41%[17]

## Un vecchio amico
- Titolo originale: Countermeasures
- Diretto da: Michael Smith
- Scritto da: Jeff Eastin e Jim Campolongo

### Trama
A casa di June si presenta Ford, un vecchio amico del marito defunto Byron. Neal intuisce subito che l'uomo ha qualcosa da nascondere e chiede a Diana di controllare le sue impronte digitali. Si scopre che è collegato ad un certo Ganz, un criminale che ha diviso con lui la cella negli ultimi anni. Intanto, Neal tiene d'occhio l'uomo e viene in possesso di una ricevuta per una modifica ad un mobile che è in casa di June. Neal trova il mobile e vi scopre un meccanismo che attiva un doppio fondo che gli fa trovare un cliché per banconote da 100 dollari. Avvertito Peter, con l'FBI escogitano un piano per farsi infiltrare nella banda di Ford, dato che l'uomo ha rubato il cliché per stampare le banconote e fuggire una volta per tutte. Neal, date le sue capacità, si fa assumere dalla banda come esperto falsario e tipografo. Una volta stampati i soldi, scambia la valigetta con il denaro con una piena di carta, per permettere a Ford di ripensarci prima di scappare dall'FBI ormai alle porte. Ganz prende la valigetta con i soldi e viene arrestato, mentre Ford non ascolta i consigli di Neal e fugge con la valigia senza valore, credendo di aver messo a segno finalmente il colpo perfetto.
- Guest star: Billy Dee Williams (Ford)
- Ascolti USA: telespettatori 3 460 000[19]
- Ascolti Italia: telespettatori 1 194 000 – share 5,87%[20]

## L'ultima possibilità
- Titolo originale: Payback
- Diretto da: Russell Lee Fine
- Scritto da: Jeff Eastin, Mark Goffman

### Trama
Matthew Keller, ormai in prigione dopo il caso della bottiglia di Franklin, chiede a Peter di bloccare il suo trasferimento in una prigione diversa da quella in cui si trova ora, perché rischia di essere ucciso da dei russi ai quali deve dei soldi. In cambio, gli fa una soffiata su un uomo che falsifica documenti. Peter indaga, senza promettergli niente, e si reca da Jason Lang. Nel suo studio di fotografo, Lang viene scoperto e si dà alla fuga. Peter lo insegue mentre Neal fa il giro del palazzo per bloccarlo da un'altra direzione. Quando arriva dietro il vicolo, si accorge che era tutto un piano ben organizzato da Keller e che Peter viene fatto salire a forza su un furgone. Neal avverte subito l'FBI, ma Keller intanto lo contatta dicendogli che il rapimento di Peter è la sua garanzia per evitare il trasferimento. Neal lo incontra in prigione e lui gli dice che per lasciare Peter vuole 2 milioni e mezzo di dollari entro due ore. Neal recupera un vecchio anello di smeraldi che vale proprio quella somma (e che doveva essere il suo regalo di fidanzamento per Kate) e chiede di fare lo scambio. Dopo lo scambio, Peter stuzzica Lang e lo costringe ad avvicinarsi alla cella in cui è detenuto. Una volta vicino, lo colpisce e gli ruba il cellulare, con cui riesce a chiamare l'FBI e a chiedere a Neal di aiutarlo ad uscire, spiegandogli il luogo in cui si trova prigioniero. Contemporaneamente, Keller viene finalmente messo su un furgone per essere trasferito, ma mentre il furgone è in transito, alcune guardie corrotte da lui, lo lasciano fuggire. Neal si rende conto che il suo nemico è riuscito a vincere anche questa partita e dopo essere stato contattato telefonicamente da Keller, gli promette che non è ancora finita.
- Guest star: Adam Goldberg (Jason Lang)
- Ascolti USA: telespettatori 3 270 000[22]
- Ascolti Italia: telespettatori 713 000 – share 6,17%[20]

## Scambio di ruoli
- Titolo originale: Power Play
- Diretto da: Jeff King
- Scritto da: Jeff Eastin e Mark Goffman

### Trama
Andrew Stanzler, ricco collezionista, ingaggia l'agenzia di Elizabeth Burke per sponsorizzare un evento importante. Durante la preparazione di tale evento Brooke, l'assistente dell'uomo, si confida con Elizabeth, dato che sa che suo marito Peter lavora per l'FBI, informandola di sapere che il suo capo ha a che fare con traffici poco leciti. Infatti, nella città di New York avvengono dei numerosi black out a causa del forte consumo di energia elettrica dovuto all'ondata di caldo che costringe i cittadini di avvalersi di condizionatori d'aria. Stanzler, che possiede alcune azioni di aziende che erogano elettricità, secondo la sua assistente, guadagnerebbe da questi black out che però causano disagi alla città e anche qualche morte.
Elizabeth la rassicura dicendole che chiederà a Peter un incontro con lei, ma Brooke si rifiuta di andare all'FBI per timore di essere vista da Stanzler. A quel punto, Elizabeth le chiede se sarebbe disposta ad incontrare suo marito al museo e lei acconsente. Elizabeth chiede a suo marito di raggiungerla il giorno dopo e di portare anche Neal, dato che il suo modo di fare potrebbe tranquillizzare ulteriormente la ragazza. Il giorno dopo Neal si presenta all'appuntamento, ma Peter è in ritardo. Brooke, sentendosi con le spalle al muro per l'imminente arrivo del suo capo, decide di non andare avanti e dice ad Elizabeth che non se ne fa più niente. Ma per non perdere l'occasione di saperne di più, Neal si presenta a lei spacciandosi per Peter, con grande sorpresa di Elizabeth. Una volta arrivato in ufficio, Neal spiega a Peter il perché della sua azione e gli dice di reggergli il gioco perché altrimenti non avrebbero risposte. Peter lo asseconda e quando Brooke arriva all'FBI, i due continuano la pantomima e rincarano la dose, facendo passare Peter per Neal Caffrey.
Brooke confida a Neal di sapere che Stanzler ha anche intenzione di ingaggiare uno scassinatore e a questo punto, Peter entra in gioco facendosi assumere dall'uomo in qualità di esperto del settore.
Per l'addestramento da criminale, chiede aiuto a Mozzie e June e dopo il tirocinio, ruba per Stanzler una chiavetta USB dalla casa di un suo socio. Si scopre che il file contiene una conversazione video tra Stanzler e un altro magnate dell'elettricità che potrebbe incastrarlo. L'imprenditore viene incastrato dall'FBI e Neal e Peter riprendono i loro rispettivi ruoli.
Intanto, Mozzie costruisce un'antenna con il codice del frattale. Neal e Peter indagano su cosa può indicare, arrivando a collegare il nome di un certo Gerhardt Wagner con Vincent Adler e con gli acquisti fatti da Adler di alcuni piatti risalenti a una collezione con marchio nazista. Infatti, Wagner risulta essere stato un operatore radio nazista che operava sugli U-Boot negli anni quaranta. Sara Ellis decide di aiutare Neal nella ricerca dell'U-Boot e durante uno dei loro incontri lei cede all'impulso di baciarlo. Peter trova una vecchia registrazione video negli archivi dell'FBI in cui si vede il militare, e con quelle immagini Sara Ellis, con l'aiuto di Mozzie, trova negli archivi di Ellis Island, la lista degli immigrati provenienti dall'Europa nel periodo post Seconda guerra mondiale. Dal riscontro facciale risalgono al militare che però, è stato registrato una volta entrato negli Stati Uniti, con il nome di Michael Hunter. Neal intuisce immediatamente che la sua amica e collega Alex Hunter, deve essere in qualche modo legata a lui e al mistero di ciò che il frattale indica.
- Guest star: Richard Schiff (Andrew Stanzler), Hilarie Burton (Sara Ellis)
- Ascolti USA: telespettatori 3 300 000[23]
- Ascolti Italia: telespettatori 1 397 000 – share 6,71%[24]

## Resa dei conti
- Titolo originale: Under the Radar
- Diretto da: John T. Kretchmer
- Scritto da: Jeff Eastin

### Trama
Sara Ellis informa l'FBI che ha trovato tracce di diversi U-Boot che sono stati affondati attorno alla baia di New York. Intanto, Peter chiede a Diana e Jones di cercare Alex Hunter, dato che il suo nome è collegato al militare nazista e quindi all'intera faccenda. Poi, si reca nell'appartamento di Neal, dove trova Mozzie che lo informa che l'antenna è stata terminata. Peter nota un quadro molto particolare alle spalle di Neal che rappresenta il Chrysler Building e gli chiede se l'ha dipinto per Sara. Lui svia il discorso, dicendogli che dipinge per tenersi allenato e che ha un magazzino pieno di tele realizzate da lui. Poi, i tre trovano un modo per rintracciare Alex e vengono a sapere che è di nuovo a New York. Ma la ragazza risulta scomparsa nei pressi di un parco della città. Neal e Peter percorrono lo stesso parco per trovare indizi ed entrambi vengono rapiti da Vincent Adler. L'uomo li droga e li porta in un magazzino dove i due ritrovano Alex, rapita anch'essa.

Adler spiega a Neal che l'ha rapito perché ha bisogno di lui per aprire il portellone dell'U-Boot che ha trovato e li informa che contiene una delle collezioni d'arte più grandi della storia. Neal, Peter e Alex rimangono di sasso nel vedere il sottomarino e Peter chiede come ha fatto a rintracciarlo. Adler confessa che uno dei militari nazisti che lanciò il segnale d'allarme dal sottomarino era suo padre. In più, si viene a conoscenza che Gerhardt Wagner/Michael Hunter era il nonno di Alex.

Neal e Peter vengono invitati a collaborare per aprire il portellone dell'U-Boot, dato che quest'ultimo è stato imbottito di esplosivo. Neal apre una piccola botola che scopre una macchina Enigma. I due uomini tagliano i fili della dinamite collegati alla macchina, ma a quel punto scatta un timer. Nel panico, Neal deve trovare la risposta che risolve un enigma, solo che non è a conoscenza nemmeno della domanda. Interviene allora Alex che ricorda che suo nonno gli diceva sempre di ricordarsi il nome di un Re che trasformava in oro tutto ciò che toccava. Neal digita Mida e il timer si blocca, permettendo ai due di entrare dentro il sottomarino. Sempre seguiti via radio da Adler che si era messo in zona di sicurezza, una volta dentro rimangono senza fiato nel vedere stipati gioielli e quadri di inestimabile valore, tra i quali Neal riconosce un van Dyck e un Rembrandt. Caffrey interrompe poi il collegamento via radio per studiare un piano con Peter per poter fuggire. Peter trova il marchingegno che riceve i segnali elettronici in una cassetta appesa a una parete e la stacca, sperando che se Mozzie attiva il segnale dell'antenna, funzioni come un GPS.
Contemporaneamente, Sara (che aveva un appuntamento con Neal), incontra Mozzie nell'appartamento di Caffrey. Dopo qualche minuto in cui il ragazzo non si presenta all'appuntamento, i due sospettano subito che sia Neal che Peter devono essere in pericolo perché Neal non è mai arrivato in ritardo e in più, entrambi i cellulari dei due uomini risultano irraggiungibili. Avvertiti Diana e Jones, sul furgone dell'FBI, cominciano a cercarli e Mozzie collega l'antenna ad un apparecchio e finalmente, il segnale si attiva e arrivano in tempo prima che i tre vengano uccisi.
Neal, in un momento di debolezza, bacia Alex e Sara li vede. Il ragazzo, una volta arrivati all'FBI, la informa che tra lui e Alex è tutto finito, ma Sara resta dubbiosa. Poi Neal chiede finalmente ad Alex di dirgli la verità e la ragazza gli racconta la storia di suo nonno.

Gerhardt Wagner era un militare in servizio sui sottomarini e fu proprio lui a ricevere il segnale di soccorso dell'U-Boot che conteneva il tesoro, prima che questo affondasse. Una volta finita la guerra, aveva decodificato il segnale e trasformato in un codice che aveva nascosto nel carillon. Ma arrivato negli Stati Uniti, aveva smarrito il carillon e quindi non era stato in grado di recuperare niente. Fin da quando era una bambina, il nonno la portava spesso sulle rive del mare e gli indicava un punto impreciso in cui, le raccontava, si trovava sommerso il tesoro più grande che l'uomo avesse mai visto. Alex aveva sempre preso quella frase come una storia, ma in punto di morte, il nonno gli regalò il cherubino che apriva il carillon e lei, a quel punto, si rese conto che era tutto vero. Fu così che divenne una ladra, con l'unico scopo di recuperare il tesoro del nonno.
Il giorno dopo, l'FBI torna intorno alla baia per cercare il magazzino e il relativo sottomarino e Neal li anticipa, facendo l'incontro di Adler che lo costringe a seguirlo davanti alla porta di un capannone abbandonato. Sotto la minaccia di una pistola, Adler confessa a Neal che ha studiato il piano di rapire Kate e fargli rubare il carillon perché aveva bisogno delle sue capacità. Ma mentre i due parlano, dal capannone si sente un'esplosione e Adler crede che sia stato Neal ad innescare altre cariche. Dopo aver cercato di entrare, una seconda fortissima deflagrazione fa rinunciare ai due di salvare il tesoro.

Neal gli dice che non avrebbe mai fatto saltare per aria delle opere d'arte così importanti, ma Adler è accecato dalla rabbia e sta per sparargli. Fortunatamente, arriva Peter e uccide l'uomo salvando Neal. Mentre Caffrey si avvicina a Diana e Jones, pezzi di brace e frammenti di quadri cadono attorno a Peter. In uno di quei frammenti, l'agente riconosce la guglia del Chrysler Building del quadro che si trovava a casa di Neal. Infuriato, raggiunge Caffrey e gli dice di aver capito tutto e cioè che in tutto quel tempo, lui ha usato la morte di Kate e tutto il discorso del carillon per arrivare a Vincent Adler e vendicarsi finalmente di essersi fatto fregare anni prima. Neal dapprima nega tutto, ma quando Peter gli giura che gliela farà pagare se scopre che lo ha imbrogliato, lo affronta a muso duro sfidandolo a provare ciò che dice, prima di voltarsi e andarsene.

Una volta raggiunto il suo appartamento, Neal trova un bigliettino sul tavolo su cui c'è scritto un indirizzo e una frase: "mi ringrazierai" con una macchina per scrivere. In più, nella busta vi trova anche una chiave. Raggiunto un magazzino, il ragazzo inizia l'esplorazione e con sua grande sorpresa, si ritrova in mezzo all'intero tesoro che era stato contenuto nell'U-Boot e che lui stesso temeva di aver visto esplodere.
- Guest star: Andrew McCarthy (Vincent Adler), Hilarie Burton (Sara Ellis)
- Ascolti USA: telespettatori 3 810 000[25]
- Ascolti Italia: telespettatori 965 000 – share 8,01%[24]